# Гуго Конвенц
Гуго Конвенц (нім. Hugo Wilhelm Conwentz) (20 січня 1855 — 12 травня 1922) —  німецький піонер  охорони природи, професор. На початку ХХ століття його ім'я було широко відоме у всій  Європі. Вважається, що наприкінці XIX — початку XX століття він був найвидатнішим європейським діячем природоохорони. Його філософський вплив на розвиток європейської ідеї захисту  дикої природи величезний. Так, піонер охорони природи  Росії і  України  В. І. Талієв писав: «Рух на користь охорони „ пам'яток природи“, швидко зростаючий в  Західній Європі, тісно пов'язаний з ім'ям німецького професора Конвенца».

## Біля витоків концепції заповідності
У Радянському Союзі вважалося, що автором концепції заповідності є піонер охорони природи Росії, професор Московського університету  Г. О. Кожевников. Проте ця думка є помилковою. Не применшуючи значення Григорія Олександровича Кожевникова у розвитку заповідної справи Росії і СРСР, а також в теоретичному обґрунтуванні концепції заповідності, заради історичної справедливості слід зазначити, що родоначальником концепції заповідності є піонер охорони природи Німеччини Гуго Конвенц.

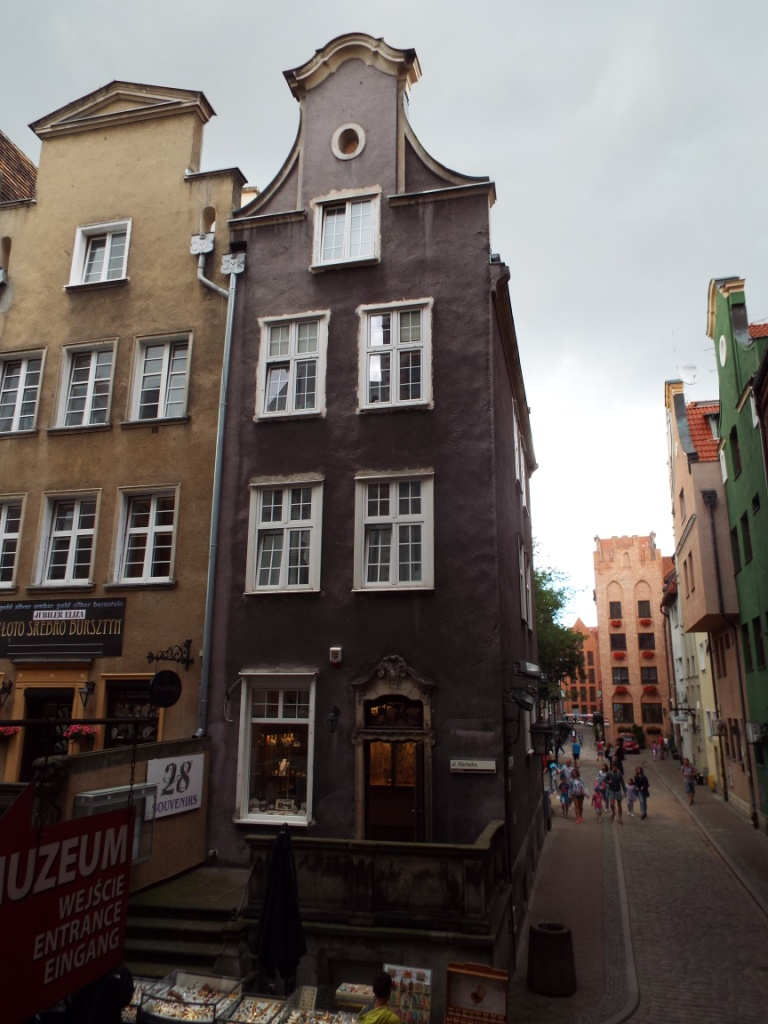
Будинок, в якому проживав Гуго Конвенц в Гданську за адресою Маріацька, 28. 2016 р.

Його діяльність по створенню абсолютно-заповідних (повних) резерватів є першою (документально підтвердженою) в історії людській цивілізації. Ще в 1907 р. (за 2 роки до публікації відомої праці Г. О. Кожевникова «Про необхідність облаштування заповідних ділянок для охорони російської природи»), він створив у Німеччині (земля Бранденбург) повний (абсолютний) резерват «Плафеген» (болотистий ліс) на площі 172 га. Цей повний резерват існує в Німеччині до цього дня. У 1909 р. на території сучасної Польщі (під Гданськом), він створив повний резерват «Пташине святилище» на площі 82 га. Територія була захищена огорожею, поставлена табличка «Вхід заборонений», а також налагоджений моніторинг. У 1916 р., у розпал Першої світової війни, Г. Конвенц домагається створення заповідної зони у Біловезькій пущі на території 3 тис. га, рятуючи ліс від рубок. Нині ця частина Пущі входить у заповідну зону польського Біловезького національного парку.
У своїй засадничій праці «Практика охорони пам'ятників природи», виданій в Німеччині в 1904 р., за 5 років до публікації відомої роботи Г. О. Кожевникова «Про необхідність облаштування заповідних ділянок для охорони російської природи»), Г. Конвенц писав про необхідність введення особливої категорії пам'ятників природи, які «підлягають абсолютному захисту». У таких повних резерватах, на думку Г. Конвенця, мають бути заборонені не лише суцільні і вибіркові рубки, але і вирубування старих, дуплистих дерев, боротьба з «шкідливими» тваринами, посадка лісу, видобування каменю, збирання рослин, лов тварин, а також відвідування повного резервату людьми. Також Г. Конвенц підняв питання про необхідність заповідання великих природних об'єктів в Антарктиді: «І тому необхідно невідкладно визнати певну обмежену територію недоторканною, щоб зберегти для майбутніх поколінь ще природну спокійну частину незайманої природи».
Революційна ідея Гуго Конвенця про заповідність в ХХІ столітті знайшла свою підтримку усієї світової, у тому числі і європейської спільноти. Це відбилося у спеціальній категорії територій що охороняються Міжнародного союзу охорони природи (МСОП), — 1-А (строгий природний резерват), який є аналогом вітчизняних категорій природно-заповідного фонду — «природний заповідник», «заповідне урочище».
Цю класифікацію було затвердженао МСОП в 1994 р. Всього у світі на 2008 р. була 4731 ділянка, що відповідає категорії МСОП 1-А.
В Європі, окрім України, Росії, Білорусі, Молдови, категорія 1-А є на Шпіцбергені, у Фінляндії, Македонії, Латвії, Литві, Болгарії, Великій Британії, Сербії, Норвегії, Іспанії, Словенії, Словаччині, Німеччині, Греції, Чорногорії, Хорватії, Австрії, Швейцарії, Румунії. У ряді європейських країн (Німеччина, Австрія) почався тренд на збільшення до 75 % заповідних зон у національних парках, до 75 % і більше їх площі збільшують у національних парках США і Канади. У Польщі заповідність іменується терміном «пасивна охорона природи», і польські екологи по цій темі проводять спеціальні дослідження, конференції, випускають праці.
Гуго Конвенц з раннього дитинства зацікавився природою, що привело його на природничий факультет  Бреславського університету, по закінченню якого він був призначений директором природного музею в Данцігу (суч. Гданську). У 1906 році вчений очолив першу в Європі Державну комісію з охорони пам'яток природи (у Пруссії).
У відміну від  американців, які першими у світі стали організовувати величезні за площею  національні парки, причому, в основному, для  рекреаційних потреб своєї нації, Гуго Конвенц підняв питання про заповідання, по-перше, невеликих об'єктів природи, і, по-друге, виходячи в основному з наукових мотивів, реанімувавши важливе поняття «пам'ятник природи».
Відзначимо, що термін «пам'ятка природи» ввів в природоохоронний ужиток ще в 1819 році відомий географ і мандрівник Олександр фон Гумбольдт. Він описав у  Венесуелі одне велетенське дерево, назвавши його «пам'ятником природи». Вдале порівняння цінності такого природного пам'ятника з пам'ятками  мистецтва чи  історії, цінність яких вже була зрозуміла і визнана, підкріплене авторитетом Гумбольдта і Конвенца, стало поштовхом до популяризації охорони окремих об'єктів природи. Завдяки Конвенцу цікаві, унікальні, рідкісні природні об'єкти почали іменувати пам'ятниками. Поняття це сформувалося з появою в суспільстві історичної і національної самосвідомості, що підтверджує і сам термін «пам'ятник», що концентрує пам'ять про вимираючі види рослин і тварин, визначні ландшафти. Заслуга Гуго Конвенца також ще і в тому, що він не тільки розкрив очі сучасників на наукову, естетичну, педагогічну та патріотичну цінності пам'яток природи, але і запропонував їх брати під охорону держави. Причому, своїми діями продемонстрував, як це слід робити.
Філософію охорони пам'яток природи вчений виклав у своїй класичній книзі «Загроза пам'ятникам природи та пропозиції щодо їх збереження» (1904), яку незабаром було перекладено і видано практично у всіх провідних європейських країнах (у перекладі на російську мову вперше вона видана Київським еколого-культурним центром у 2000 році).
Слід також зазначити, що у своїх поглядах Г. Конвенц (як тоді і багато його співгромадян) ототожнював «охорону природи» з «охороною  батьківщини». Тому його можна назвати основоположником не тільки «наукової», а й «патріотичної» природоохорони. Так, наприклад, він вважав, що охорона природи є частиною захисту батьківщини і таким чином стає національним, а не міжнародним завданням.
Дуже важливо з філософських позицій визначення що є «пам'ятник природи», дане Г. Конвенцем:
|  | ... власне, тільки незаймана місцевість, а також рослини і тварини, які без сприяння людей потрапили на свої місця проживання, повинні розглядатися як пам'ятник природи. Це поняття тут і там має потроху розширюватися, оскільки повністю незаймані ландшафти у нас, як і в інших культурних країнах, навряд чи ще існують. Так, наприклад, який-небудь чудовий ландшафт, що має покинуті терикони або населені пункти, не повинен через це викреслюватися зі списків пам'яток природи; точно також гідний уваги ліс, штучно проріджений, але який відновився виключно завдяки порослі та самосіву, також зараховується до пам'ятників природи. Навпаки, посаджені дерева як безліч сільських лип, алеї й цілі паркові насадження, хоч і можуть бути цікавими самі по собі - вони не вписуються в тісні рамки поняття «пам'ятки природи |

.
Так само, за Конвенцем, одні й ті ж природні об'єкти (дюни, гори) або панорами дикої природи в різних країнах і регіонах можуть вважатися або не рахуватися пам'ятниками природи. Все залежить від їхньої рідкісності. Наприклад, у Північній  Німеччині борозни від льодовиків — велика рідкість і можуть бути пам'ятками природи, в той час як у  скандинавських країнах вони зустрічаються дуже часто і не можуть бути віднесені до пам'ятників природи.

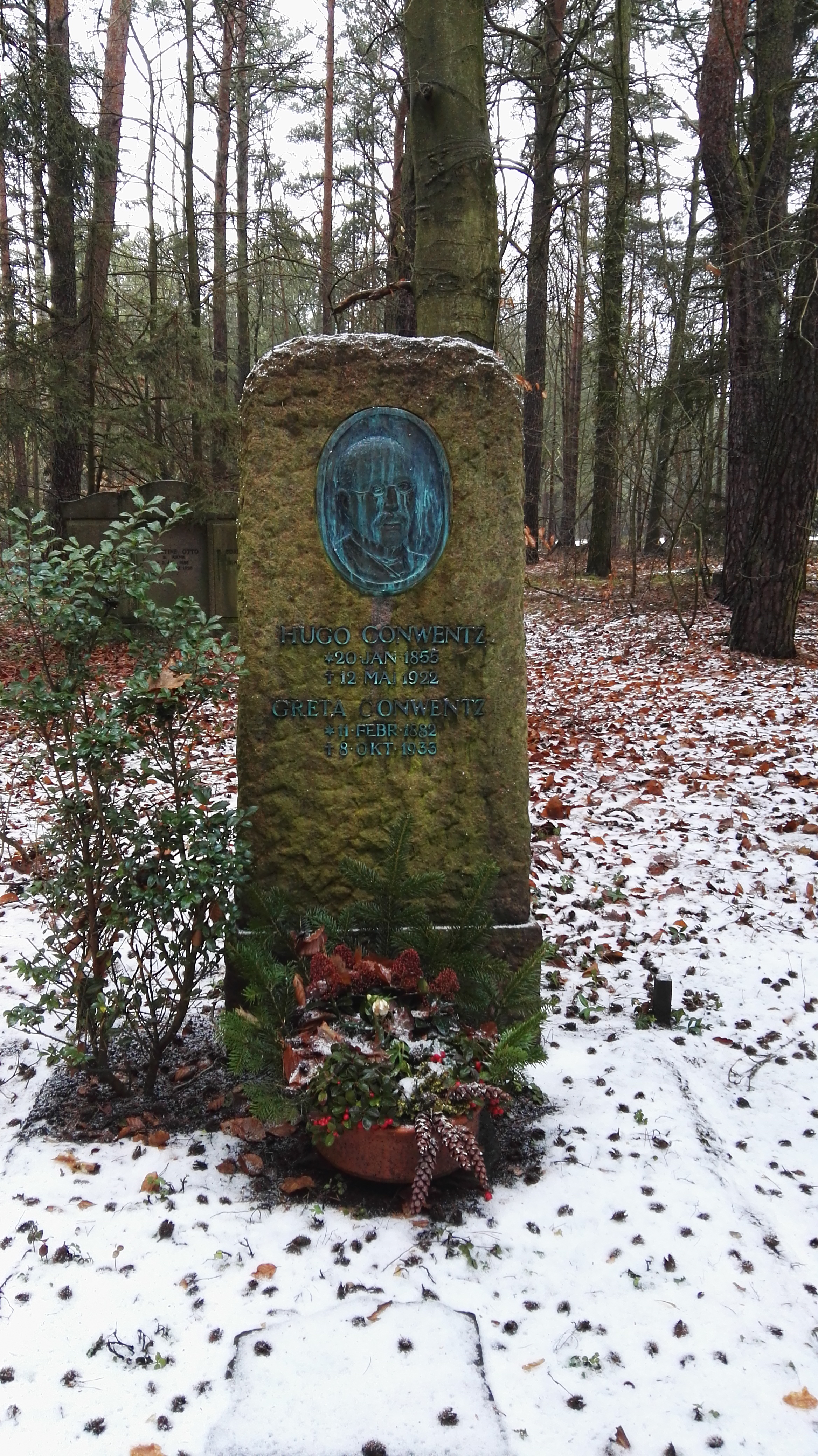
Могила Гуго Конвенца в Берліні на цвинтарі Штахнсдорф (Stahnsdorf). Блок перепоховання, поле 17, дільниця 178

## Вшанування вченого
У 2017 р. одному з нових видів тихоходів (Tardigrada) з Морської Антарктики надано наукову назву на честь Гуго Конвенца — Hypsibius conwentzii sp. nov.

## Публікації
- Die Flora des Bernsteins und ihre Beziehungen zur Flora der Tertiärformationen und der Gegenwart. Begonnen von H.R. Goeppert und A. Menge, «nach deren Dahinscheiden selbständig bearbeitet und fortgesetzt von H. Conwentz.» Danzig 1886.
- Monographie der baltischen Bernsteinbäume, Danzig 1890
- Über die Verbreitung des Succinits, besonders in Schweden und Dänemark. In: Schriften der Naturforschenden Gesellschaft in Danzig Band 7, Heft 3, Danzig 1890.
- Die Eibe in Westpreußen, ein aussterbender Waldbaum, Danzig 1892
- Beobachtungen über seine Waldbäume in Westpreußen. Mit Berücksichtigung ihres Vorkommens im Allgemeinen, Danzig 1895
- Die Moorbrücken im Thal der Sorge auf der Grenze zwischen Westpreußen und Ostpreußen. Ein Beitrag zur Kenntniss der Naturgeschichte und Vorgeschichte des Landes, Danzig 1897
- Über das Vorkommen der Elsbeere und Rotbuche, Danzig 1899
- Forstbotanisches Merkbuch für Westpreußen — Nachweis der beachtenswerthen und zu schützenden urwüchsigen Bestände, Bäume und Bestände im Königreich Preußen. Herausgegeben auf Veranlassung des preußischen Ministers für Landwirtschaft, Domänen und Forsten, Berlin 1900
- Die Gefährdung der Naturdenkmäler und Vorschläge zu ihrer Erhaltung. Denkschrift, dem Herrn Minister der geistlichen, Unterrichts- und Medizinal-Angelegenheiten überreicht, Berlin 1904
- Die Heimatkunde in der Schule. Grundlage und Vorschläge zur Förderung der naturgeschichtlichen und geographischen Heimatkunde in der Schule, Berlin 1904
- als Mitautor: Das Plagefenn bei Chorin. Ergebnisse der Durchforschung eines Naturschutzgebietes der Preußischen Forstverwaltung, Berlin 1912
- Merkbuch für Naturdenkmalpflege und verwandte Bestrebungen, Berlin 1918
- Heimatkunde und Heimatschutz in der Schule. Abteilung 1, Berlin 1922
- Conwents H. Die gefahrdung der Naturdenkmaler und Vorschlage zu ihrer Erhaltung. — Berlin, 1911.